# Merete Moen
Merete Moen, född 7 december 1945 i Trondheim, är en norsk skådespelare.
Moen debuterade 1974 i Molières Don Juan vid Oslo Nye Teater, var engagerad vid Teatret Vårt i Molde 1975, och var därefter frilans tills hon 1976 anställdes vid Nationaltheatret. Hon har också haft engagemang vid Teatret på Torshov och på Fjernsynsteatret, där hon gjorde starkt intryck som Lea i Olav Duuns Medmänniskor. Hon har gjort sig bemärkt i så väl klassisk som modern repertoar, bland annat i Friedrich Schillers Don Carlos och i Ibsenroller som Gerd i Brand, Svanhild i Kärlekens komedi, Gina i Vildanden och Inga i Kongsemnerne. Hon har också haft huvudrollen i Reven, en dramatisering av en novell av D.H. Lawrence.
Hon har även gjort filmroller, bland annat i Is-slottet (1987), For dagene er onde (1991) och Kristin Lavransdotter.

## Filmografi
Efter Internet Movie Database:
- 1981 – Medmenneske (miniserie, Fjernsynsteatret)
- 1983 – Søsken på Guds jord
- 1987 – Is-slottet
- 1991 – For dagene er onde
- 1992 – Flaggermusvinger
- 1994 – Drömspel
- 1995 – Kristin Lavransdotter